# Шабаев, Досу
Досу Шабаев (кирг. Досу Шабаев; 25 декабря 1912, с. Асылбаш, Пишпекский уезд, Семиреченская область, Российская империя — 15 ноября 1972, Фрунзе, Киргизская ССР, СССР) — советский киргизский хозяйственный, государственный и партийный деятель.

## Биография
Родился 25 декабря 1912 в селе Асылбаш Пишпекского уезда Семиреченской области Российской империи (ныне село в составе Сокулукского района Чуйской области Кыргызстана). Член ВКП(б).
С 1932 года — на хозяйственной, общественной и политической работе. В 1932—1970 гг. — на комсомольской и партийной работе, в РККА, инструктор Джалал-Абадского обкома, первый секретарь Ала-Буканского райкома КП Киргизской ССР, председатель Джалал-Абадского облисполкома, заместитель председателя СНК Киргизской ССР, первый секретарь Джалал-Абадского обкома КП Киргизской ССР, в ЦК ВКП(б) Киргизии, первый секретарь Таласского обкома ВКП(б), заместитель министра культуры Киргизской ССР, первый секретарь Кировского райкома КПСС, глава Киргизского комитета народного контроля.
Избирался депутатом Верховного Совета СССР 2-го и 3-го созывов.
Умер в 1972 году в Бишкеке.